# Usedom
Pour les articles homonymes, voir Usedom (homonymie).
Usedom ([ˈuːzədɔm], ? Écouter [Fiche]) en allemand ou Uznam en polonais est une île côtière située entre la lagune de Szczecin et la mer Baltique. D'une superficie totale de 445 km2, elle appartient en partie à l'Allemagne (373 km2) et en partie à la Pologne (72 km2).
On la surnomme parfois « l'île du soleil » car avec une moyenne de 1 906 heures de soleil par année, c'est l'endroit le plus ensoleillé d'Allemagne.
L'île, encore très agricole, vit principalement du tourisme et de la pêche. La ville la plus grande est Świnoujście, l'ancienne Swinemünde allemande, devenue polonaise en 1945. Ahlbeck, Heringsdorf et Bansin sont les trois principales stations balnéaires du côté allemand. Ces trois villes sont appelées les trois « Kaiserbäder » (« baignades de l'empereur »). Swinemünde était un lieu de villégiature favori de Guillaume II, surtout pour le yachting.

## Étymologie
Le nom « Uznoimia civitas » a été mentionné pour la première fois en 1125 par l'évêque Othon de Bamberg et désignait la ville au sud de l'île. Uznoimia vient certainement du mot slave znoj (« courant »). Le nom se modifia ensuite en Uznoimi, Uznoim (1175), Uznam, Uznom, Uzdem jusqu'à Usedum en 1420.
Selon une vieille légende que l'on raconte volontiers parmi les habitants, Usedom doit son nom à la suite de réunions qui avaient été organisées pour trouver un nom à l'île. Comme les discussions s'éternisaient et que l’on n'arrivait pas à se mettre d'accord, on décida finalement d'adopter le premier nom qui serait proposé. C’est alors qu’un des assistants laissa échapper : « Oh so dumm! » (Oh, que c'est idiot !). Sans doute voulait-il poursuivre ensuite sa phrase par une proposition pour un nom propre, mais il était déjà trop tard. L'île fut appelée « Oh, so dumm » qui s'est transformé au cours du temps en Usedom.

## Histoire

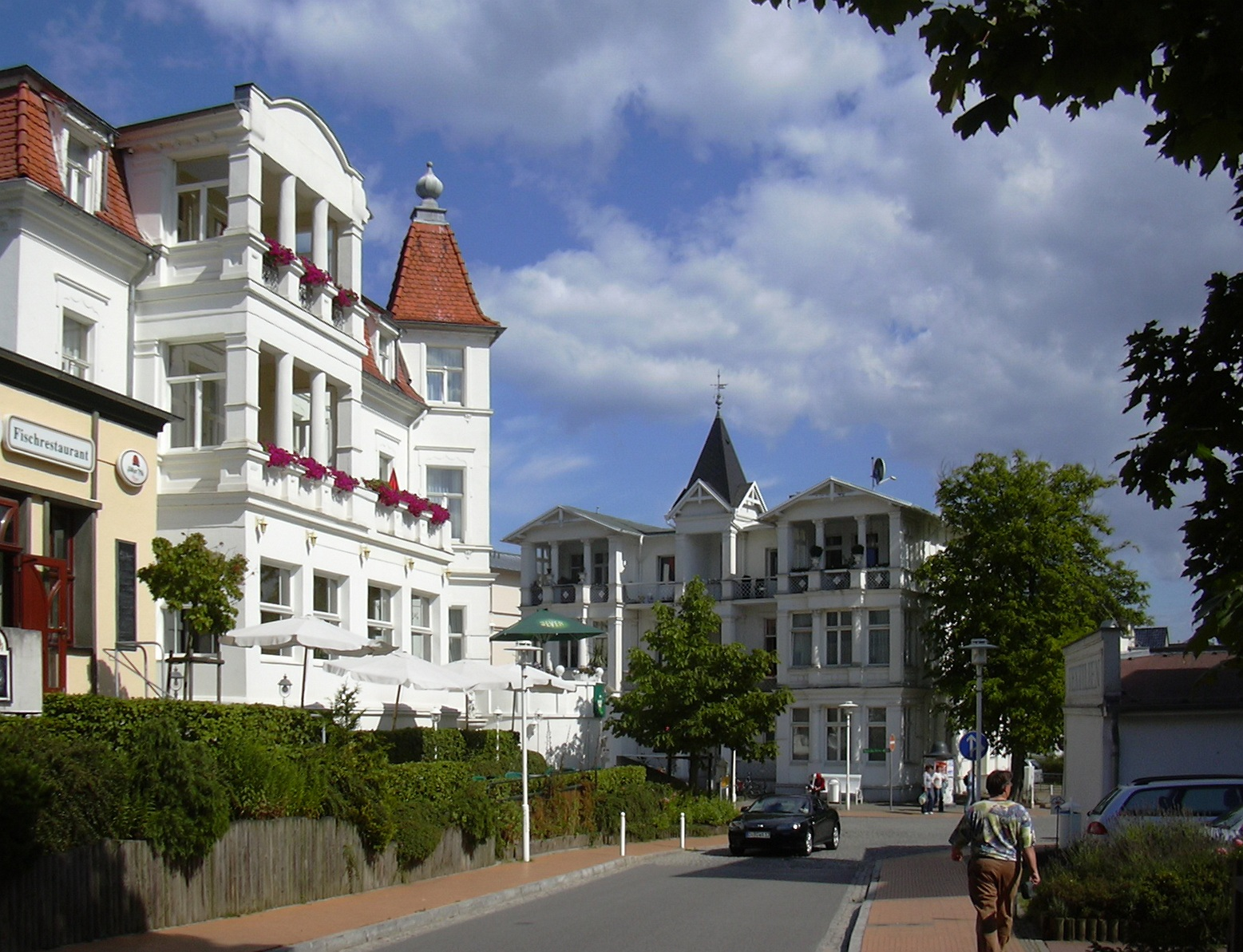
Bäderarchitektur à Bansin.

La première mention du nom d'Usedom, au  XIe siècle, concerne la petite ville du même nom dans le sud-ouest de l'île ; on la cite en parlant de la conquête de la région par le premier duc de Poméranie occidentale, Warcisław Ier, et la mission qu'il y avait envoyée avec l'aide d'Othon de Bamberg, l'évêque de Brandebourg. La croix érigée en 1928 sur le rempart du château d'Usedom rappelle l'adoption du christianisme par la majorité des Slaves de l'île et de la partie continentale de la Poméranie occidentale avoisinante, à la Pentecôte de l'année 1128.
Jusqu'au milieu du  XIIIe siècle, Usedom fut une des résidences préférées des ducs de Poméranie. Ensuite, elle perdit de son importance au profit de Wolgast et de Stettin. Dans la première moitié du XIIIe siècle commença l'immigration de colons allemands après de longues décennies de batailles entre les habitants slaves et les Danois. C'est ainsi que l'île fut rattachée à l'espace allemand. De nouveaux villages apparurent avec la constitution d'assemblées de Hufner et l'assolement triennal. Les nobles d'origine allemande et slave se conformèrent au droit féodal. À l'emplacement de la grande agglomération slave d'Usedom apparut la ville allemande d'Usedom qui reçut en 1295 le droit urbain de Lübeck. La civilisation reposant principalement sur l'Église, l'on fit construire l'abbaye des Prémontrés qui fut bâtie aux environs d'Usedom vers 1155 et qui fut transférée en 1308 à Pudagla. Au Moyen Âge, une partie considérable de l'île appartenait à l'abbaye, avant d'être, au cours de la Réforme, confisquée par le duché de Poméranie en 1535 et administrée par les services du duc.
En 1630, une armée suédoise commandée par Gustave-Adolphe débarqua à Peenemünde. C'est ainsi que commença l'intervention proprement dite du royaume nordique au cours de la Guerre de Trente Ans. Usedom, ainsi que la Poméranie occidentale et la région tout entière de l'embouchure de l'Oder, y compris l'île voisine de Wolin, revinrent à la Suède. Cependant, les souverains suédois ne commandaient que comme ducs de Poméranie et la région faisait toujours partie du Saint-Empire romain germanique. Ni alors, ni plus tard pendant les changements ultérieurs de domination, on n'expulsa la population résidente. Cela ne se passa qu'en 1945, lorsque les Allemands furent chassés de la partie devenue polonaise. Entre 1648 et 1720, l'île d'Usedom fut plusieurs fois le théâtre de combats entre la Prusse-Brandebourg et la Suède. À la suite de la Guerre du Nord, l'île, dont la Prusse s'était déjà emparée en 1713 avec d'autres régions de Poméranie occidentale, revint officiellement à la Prusse.
Dans le cadre de la politique de développement économique menée par la couronne de Prusse, on procéda dès la première moitié du XVIIIe siècle à l'élargissement de la Swine difficilement franchissable jusqu'alors ; on créa alors en 1750 une nouvelle ville, Swinemünde. La nouvelle route de navigation devait rendre le port de Stettin indépendant de l'ancien accès contrôlé par la Suède sur le Peenestrom, Wolgast.
Le district d'Usedom-Wollin fut créé en 1818 avec pour chef-lieu de district Swinemünde, dans le cadre de la réforme administrative des deux îles d'Usedom et de Wollin. Quelques années plus tard, en 1824 ou 1825, les bains de mer commencèrent à Swinemünde et à Heringsdorf et, au milieu du XIXe siècle, Koserow, Zinnowitz et Ahlbeck suivirent également. Cependant, la grande époque des bains de mer qui fit connaître Usedom au-delà de la région ne commença qu'après la fondation de l'Empire allemand. Avec la construction du chemin de fer impérial, une partie de l'île, dans le sud-est, fut rattachée au village de Kaseburg et à l'île, entre le canal et la Swine.
Au cours de la Seconde Guerre mondiale se trouvaient à Peenemünde un laboratoire de l'armée de terre, un terrain de test pour les missiles, et à Swinemünde une base navale. Ces installations leur valurent des attaques aériennes alliées de 1943 à 1945, parmi lesquelles une attaque aérienne sur Swinemünde causa le 12 mars 1945 à midi un épouvantable massacre parmi les réfugiés qui affluaient à l'est de l'île, et qui eux-mêmes fuyaient l'avance de l'Armée rouge en Prusse-Orientale et à l'est. Ils furent inhumés dans des fosses communes sur le Golm, une hauteur près de Kamminke, directement sur la frontière actuelle, là où aujourd'hui se trouve un mémorial.
À la conférence de Potsdam, il fut décidé de placer Swinemünde sous administration polonaise, ce qui fut fait le 6 octobre 1945. En 1950, la république démocratique allemande reconnut la nouvelle frontière par la convention de Görlitz, comme le fit également en 1990 la République fédérale, après la réunification.
De 1945 jusqu'à 1952, la partie restée dans la zone d'occupation soviétique de l'île constituait toujours administrativement le district d'Usedom. L'administration du district résida d'octobre 1945 à mars 1946 à Bansin, puis à Ahlbeck, où en octobre 1945 le bureau du commandant de district soviétique résidant auparavant à Swinemünde avait été transféré. Avec la réforme administrative de l'été 1952, on créa, avec le district d'Usedom et des parties voisines du continent qui avaient appartenu auparavant au district de Greifswald, le nouveau district de Wolgast avec siège de l'administration de district dans la ville du même nom. Ce district subsista jusqu'à la réforme de 1994. Il fut réuni alors avec les anciens districts d'Anklam et de Greifswald au nouvel arrondissement de Poméranie-Occidentale-de-l'Est dont le siège est la ville d'Anklam. Depuis la réforme de 2011, Usedom fait maintenant partie du nouvel arrondissement de Poméranie-Occidentale-Greifswald.

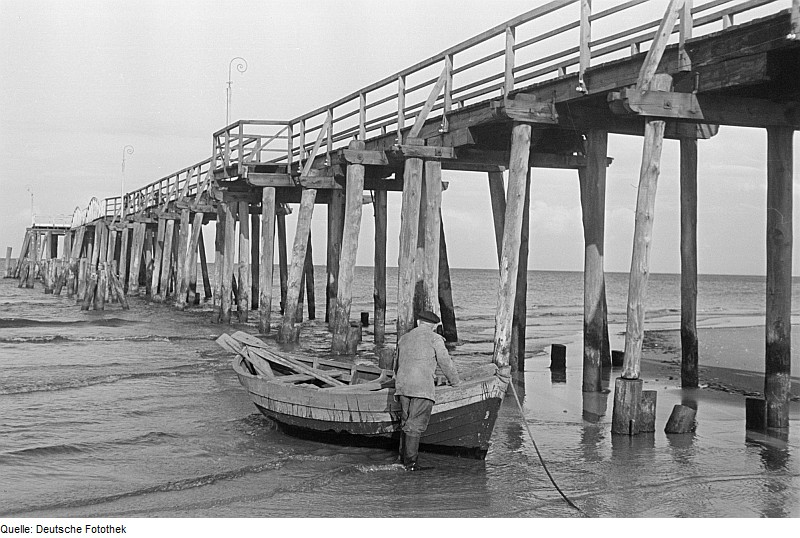
Ponton du quartier de Bansin, photo prise en 1946 par.

Le tourisme demeura, même après la Seconde Guerre mondiale, une branche économique importante à côté de l'agriculture et de la pêche. Les plus grands hôtels privés et les pensions furent confisqués en 1953 dans le cadre de l'opération « rose » et les installations attribuées aux entreprises d'État de toute la RDA, au service de vacances du FDGB et aux institutions de l'État.
Beaucoup d'insulaires trouvèrent du travail dans la grande entreprise de Peenewerft Wolgast qui fournissait surtout les commandes d'armement au temps de la RDA. L'armée, en outre, était aussi de façon directe un employeur important. Au nord de l'île, l'Armée rouge puis la Nationale Volksarmee avaient repris les vieilles annexes militaires de Peenemünde et de Karlshagen dont ils avaient fait une base navale et une base de l'armée de l'air. Par la suite, il y eut les unités de la NVA à Pudagla et de l'Armée rouge à Garz. Après 1990, tout cela fut démantelé.
Depuis 1990, le secteur principal de l'économie est le tourisme pour lequel on fait de la publicité particulièrement dans les vieilles stations balnéaires qui évoquent le « bon vieux temps », ainsi les « Bains des Trois Empereurs » désignent Ahlbeck, Bansin et Heringsdorf. Le Musée des techniques de Peenemünde, inauguré en 1991, permet de découvrir le site du centre d'essais des fusées allemandes de la Seconde Guerre mondiale.

## Galerie

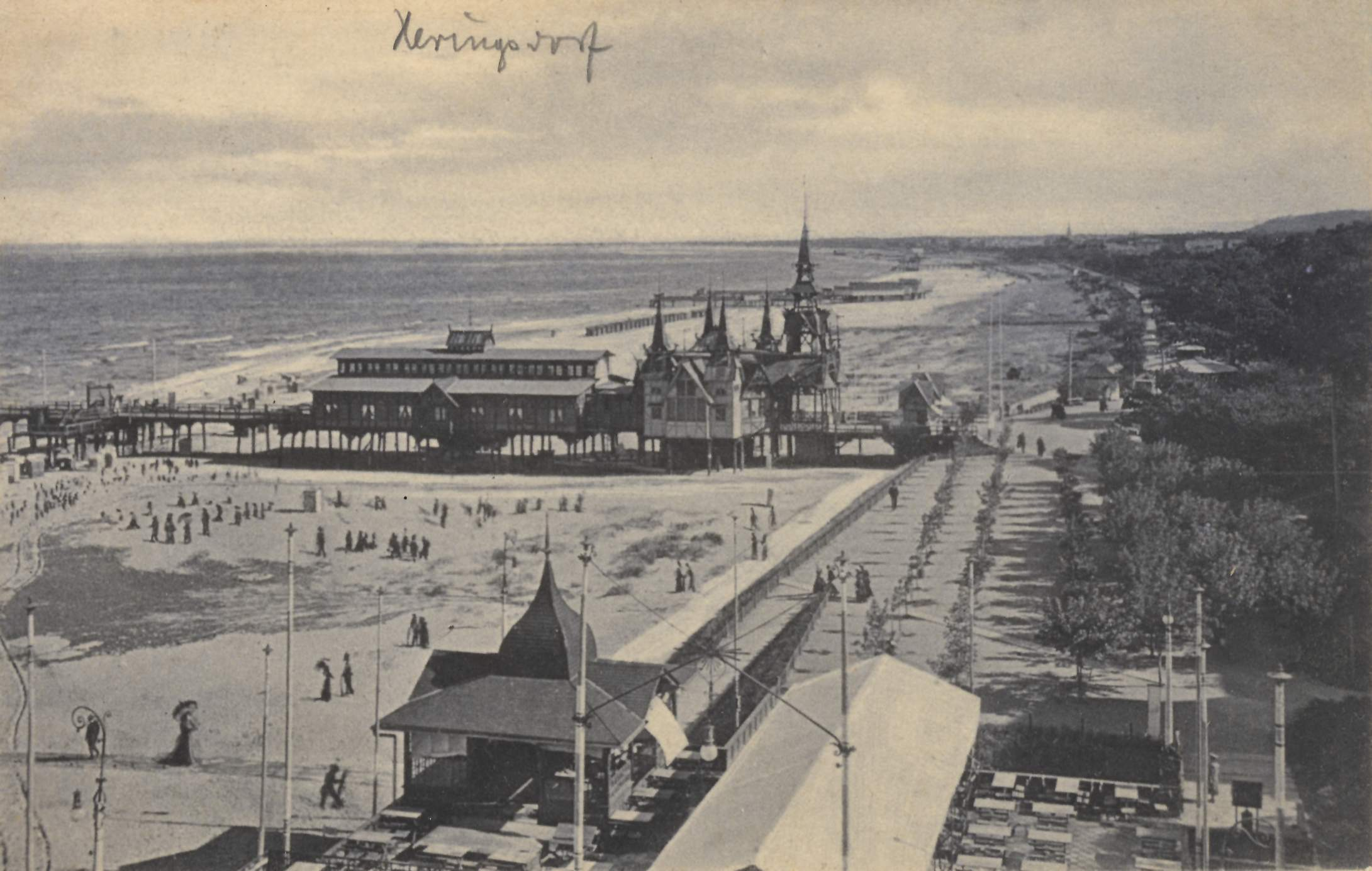
Heringsdorf en 1900.
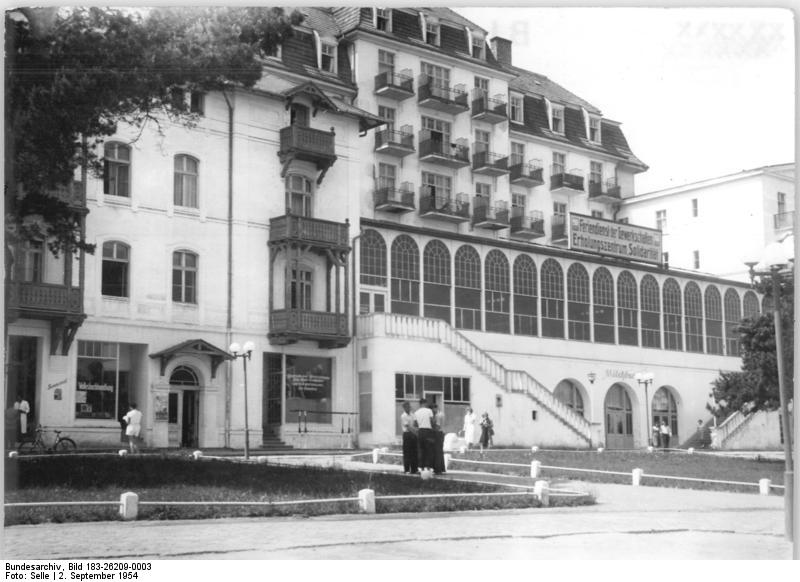
Vue d'un ancien hôtel d'Heringsdorf en 1954, nationalisé en centre de vacances « Solidarité » par la RDA.
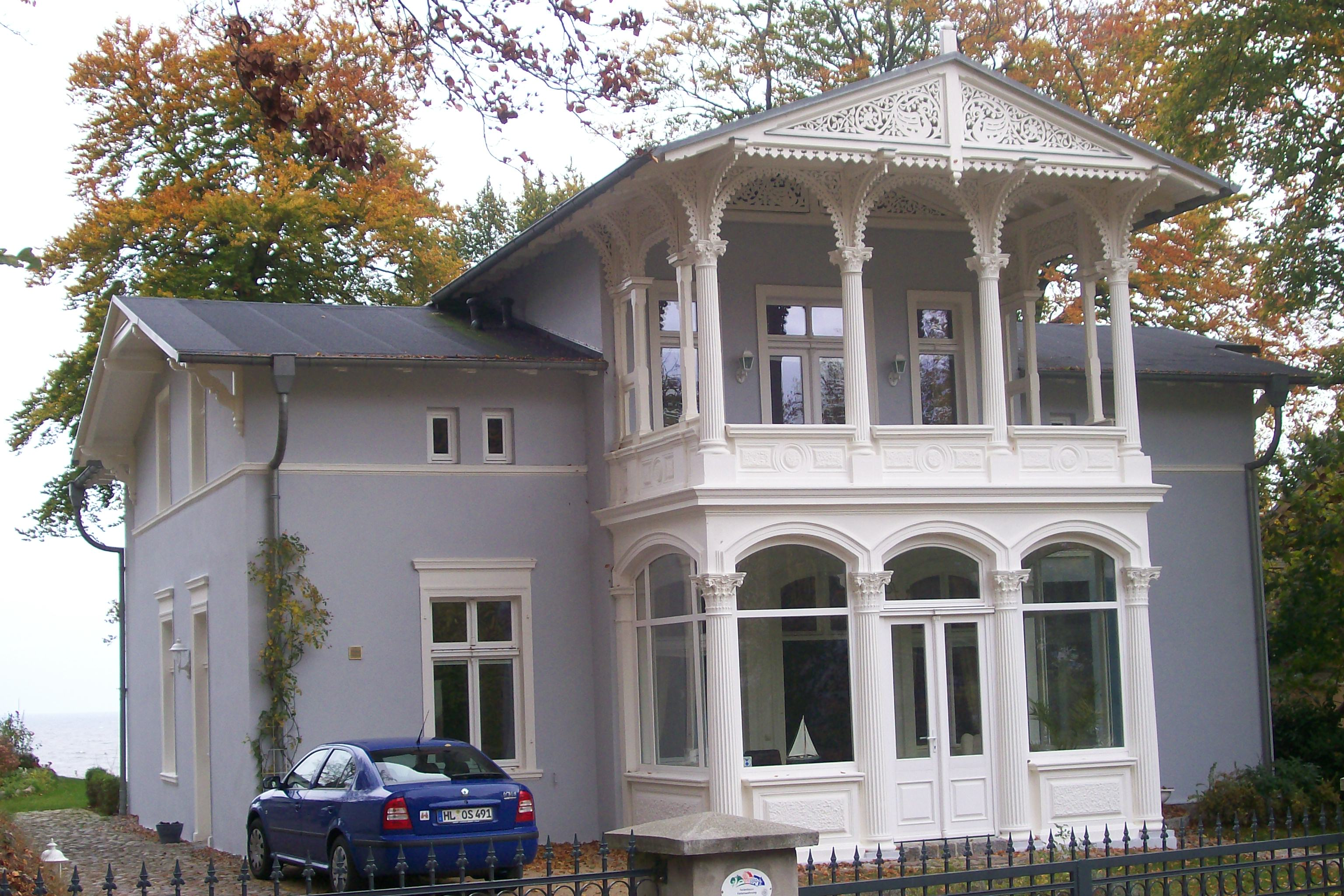
Villa Achterkerke à Heringsdorf.
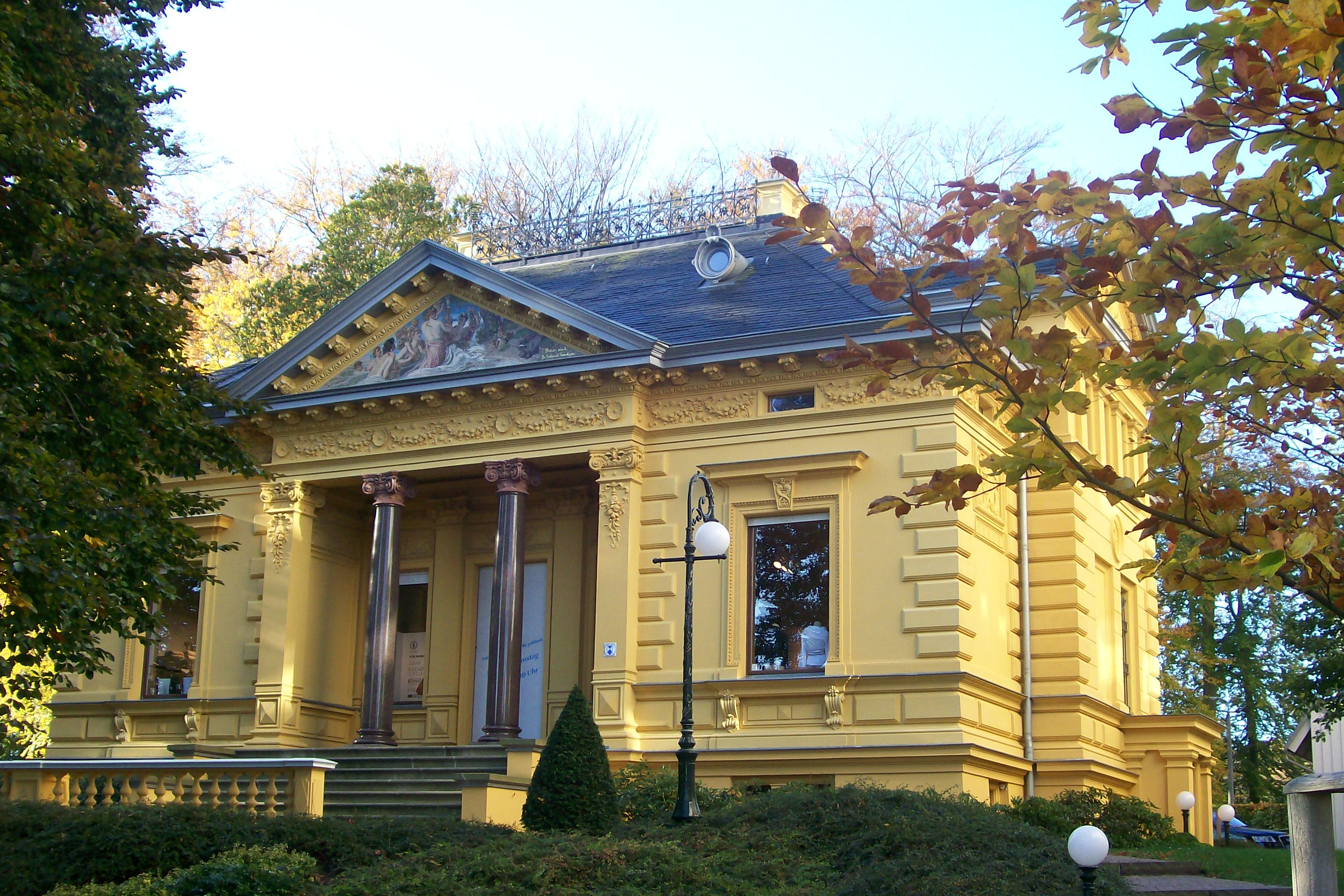
Villa Oechsler à Heringsdorf.

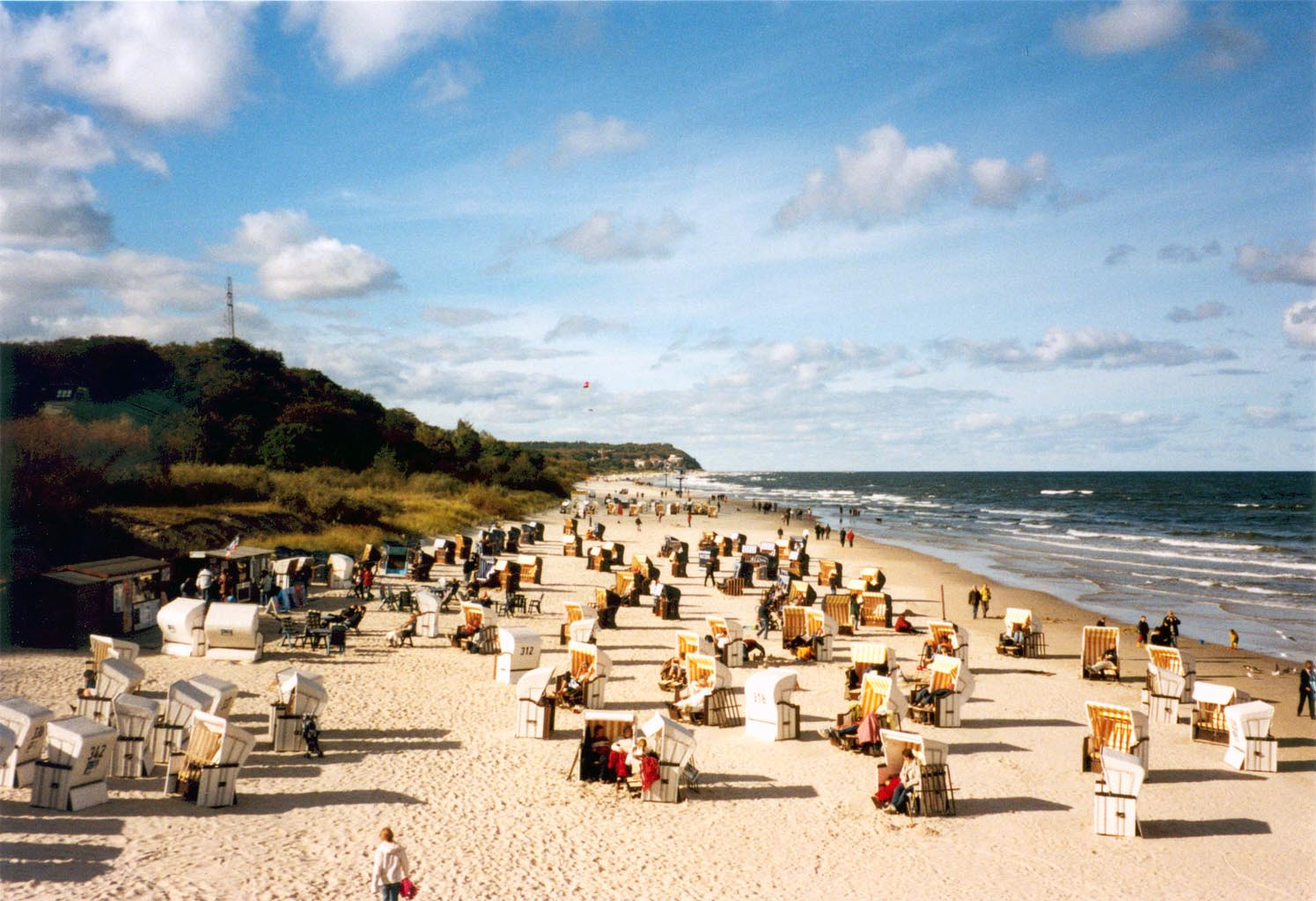
Plage de Heringsdorf.
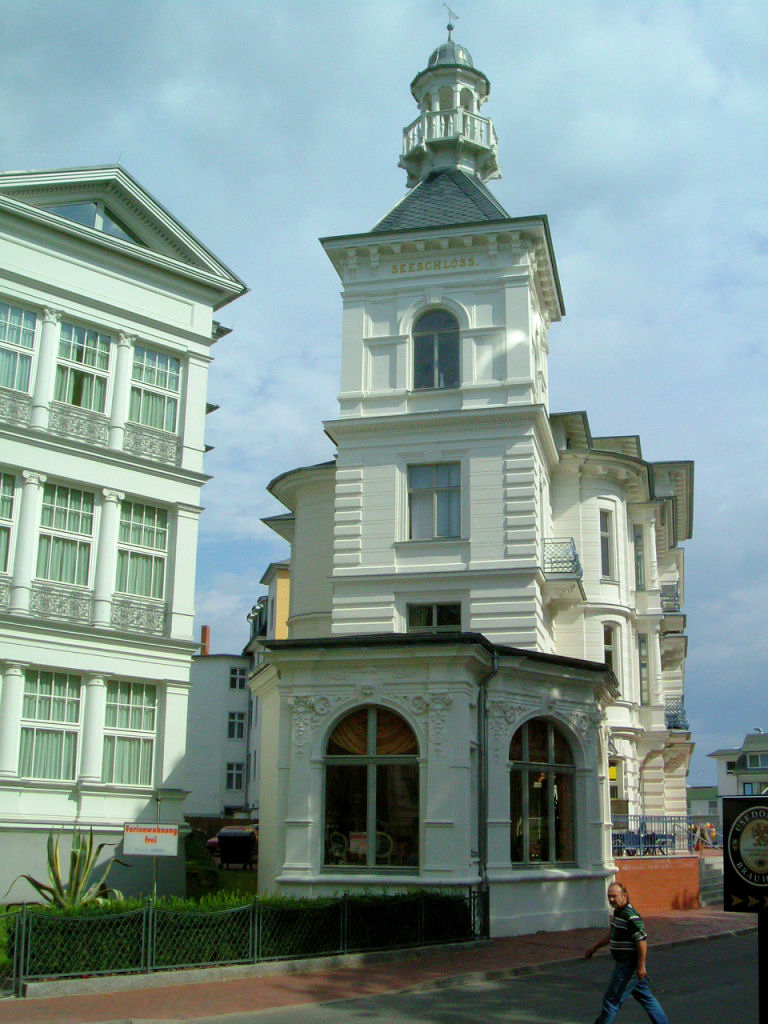
Seeschloss Heringsdorf.
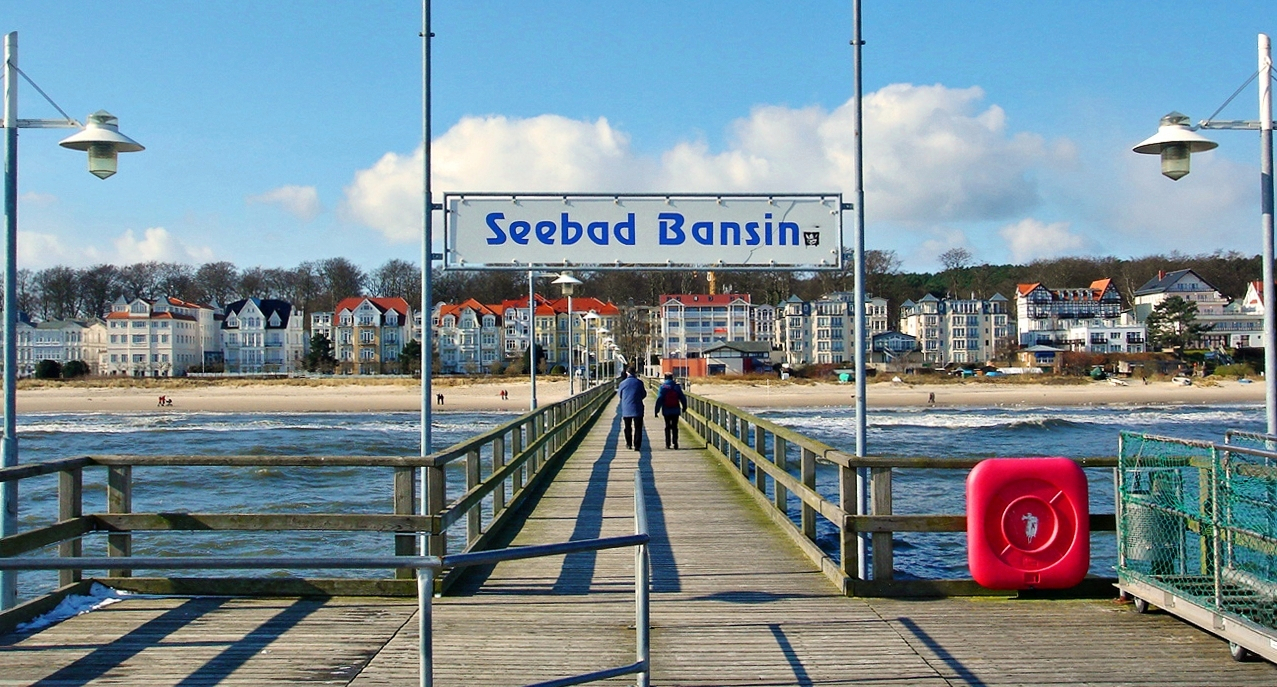
Bansin promenade vue de la jetée.
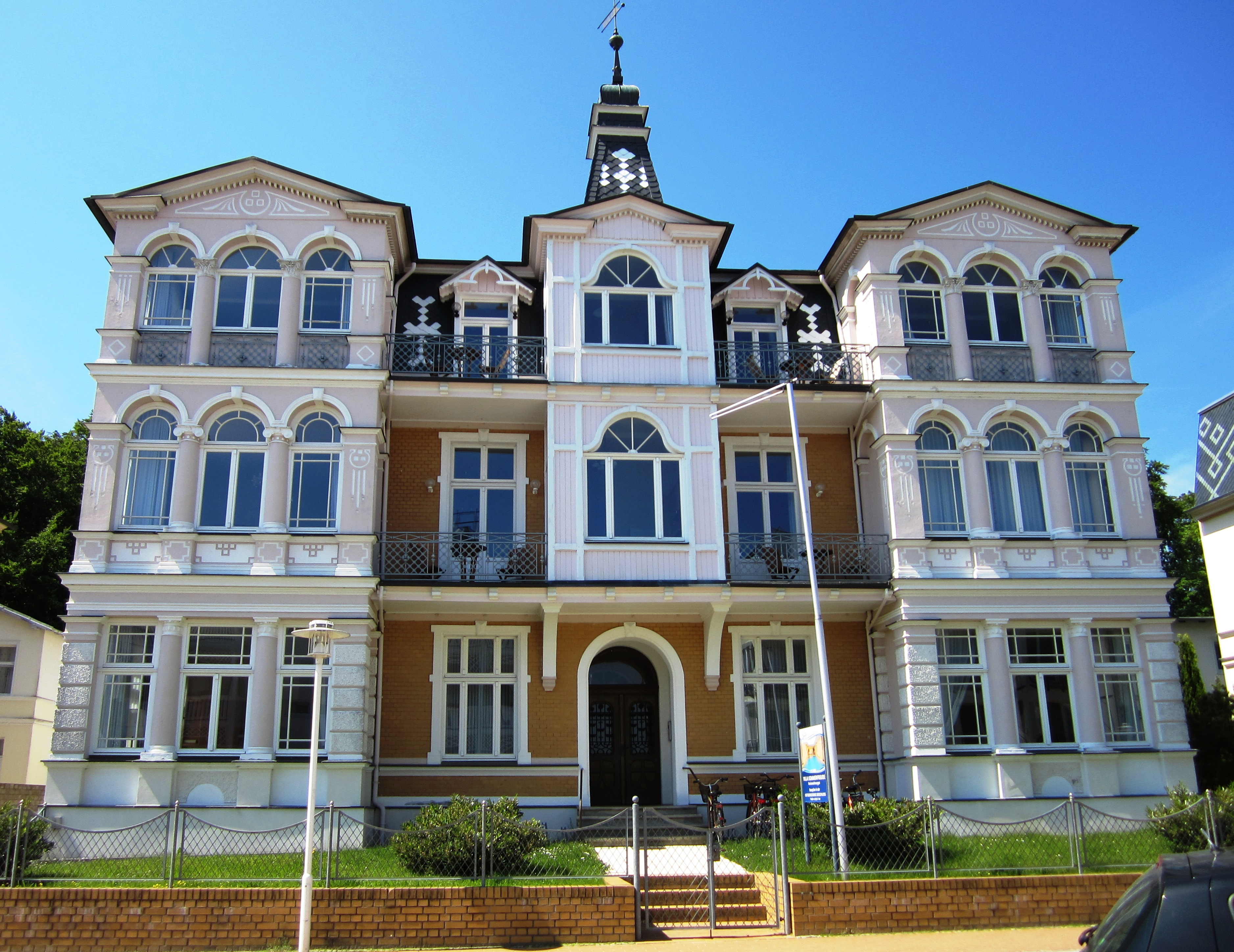
Bäderarchitektur (l'architecture de villégiature) à Bansin.